# Creature Comfort
Creature Comfort is een nummer van de Canadese indierockband Arcade Fire uit 2017. Het is tweede single van hun vijfde studioalbum Everything Now.
"Creature Comfort" was de opvolger van de hit Everything Now. Geoff Barrow van Portishead en Pulp-bassist Steve Mackey hebben het nummer mede geproduceerd. Het nummer werd enkel een klein hitje in Vlaanderen, waar het de 6e positie bereikte in de Tipparade.